# Ein Schnupfen hätte auch gereicht

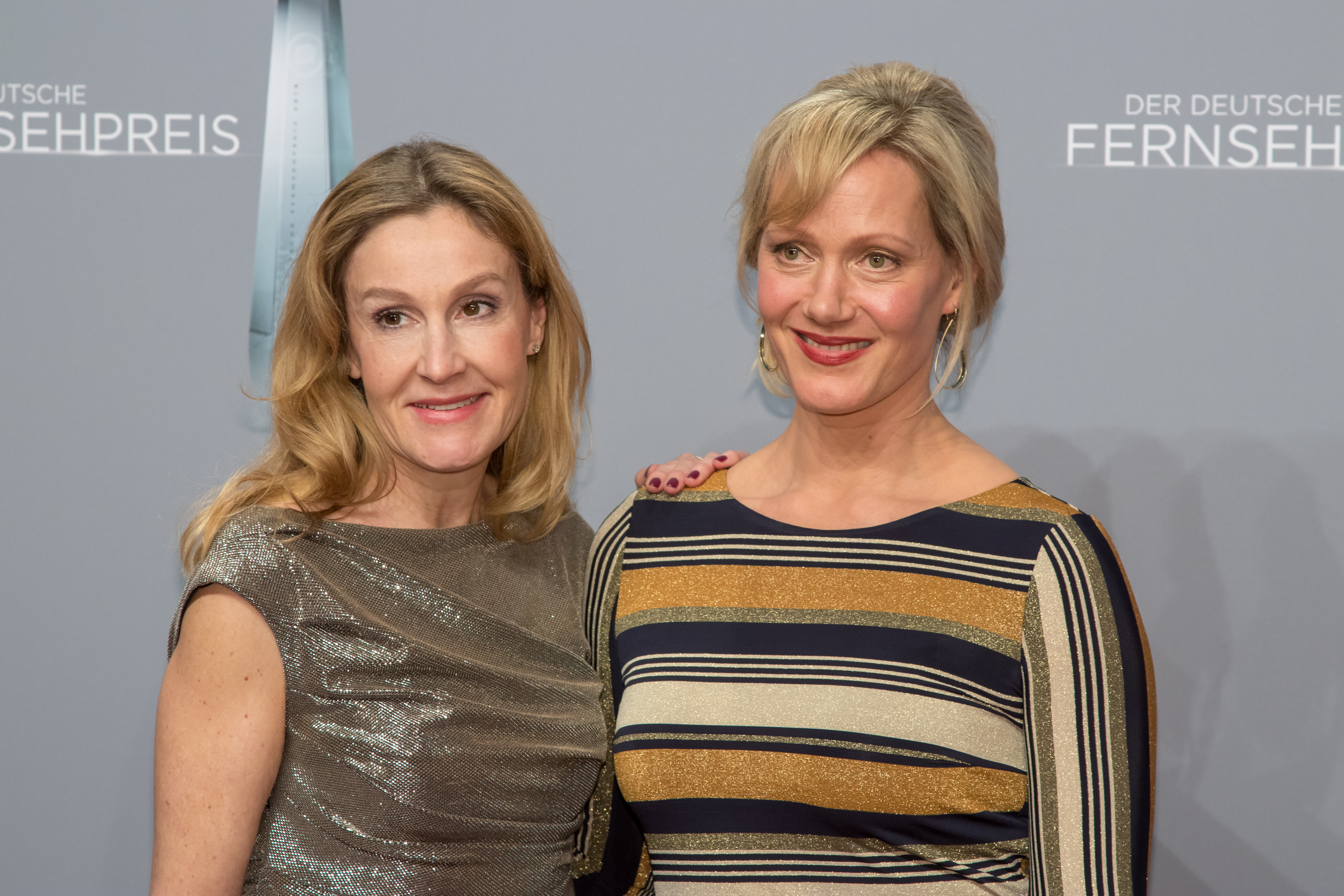
Christine Hartmann e Anna Schudt na cerimônia do Prêmio da Televisão Alemã de 2018.

Ein Schnupfen hätte auch gereicht  é um telefilme alemão de 2017 dirigido por Christine Hartmann sobre a vida da atriz e comediante Gaby Köster interpretada por Anna Schudt.

## Elenco
- Anna Schudt	...	Gaby Köster
- Aslan Aslan	...	Jesus / Michael
- Hugo Egon Balder	...	Ele mesmo
- Moritz Bäckerling	...	Donald
- Clemens Giebel	...	Aufnahmeleiter
- Stephan Grossmann	...	Adrian Schmitt
- Ludwig Hansmann	...	Severin
- Mike Krüger	...	Himself
- Antje Lewald	...	Physiotherapeutin
- Armin Schmitt	...	Notarzt
- Gabriele Schulze	...	Dame 2
- Martin Thiel	...	Kneipengast
- Marie von den Benken	...	Fitnessgirl
- Hella von Sinnen	...	Ela mesma

## Recepção
O filme recebeu principalmente críticas negativas, a revista Stern julgou que: "É graças a atriz principal que o filme não se tornou um fracasso".
O desempenho de Anna Schudt lhe rendeu uma nomeação de Melhor Atriz no Prêmio da Televisão Alemã, e o prêmio  de melhor atriz no Emmy Internacional 2018.